# Kamári (Attique)
Pour les articles homonymes, voir Kamári.
Kamári (grec moderne : Καμάρι) est une localité située dans le dème d'Oropós, dans le district régional d'Attique-de-l'Est, dans la périphérie d'Attique, en Grèce.
Selon le recensement de 2021, elle compte 237 habitants.

## Tendance démographique
| année      | 1971 | 1981 | 1991 | 2001 | 2011 | 2021 |
| population | 5    | 0    | 30   | 104  | 76   | 237  |